# Мозамбик на Светском првенству у атлетици на отвореном 2019.
Мозамбик је учествовао на 17. Светском првенству у атлетици на отвореном 2019. одржаном у Дохи од 27. септембра до 6. октобра седамнаести пут, односно учествовао је на свих првенствима до данас. Репрезентацију Мозамбика представљао је један такмичар који се такмичио у трци на 400 метара са препонама.,
На овом првенству такмичар Мозамбика није освојио ниједну медаљу нити је остварио неки резултат.

## Учесници
Мушкарци:
- Creve Armando Machava — 400 м препоне

## Резултати

### Мушкарци
| Атлетичар             | Дисциплина    | Лични рекорд | Квалификације | Квалификације | Полуфинале           | Полуфинале           | Финале               | Финале       | Детаљи |
| Атлетичар             | Дисциплина    | Лични рекорд | Резултат      | Место         | Резултат             | Место                | Резултат             | Место        | Детаљи |
| --------------------- | ------------- | ------------ | ------------- | ------------- | -------------------- | -------------------- | -------------------- | ------------ | ------ |
| Creve Armando Machava | 400 м препоне | 49,54        | 50,76         | 5. у гр. 2    | Није се квалификовао | Није се квалификовао | Није се квалификовао | 30 / 36 (40) |        |